# Keith Ballard

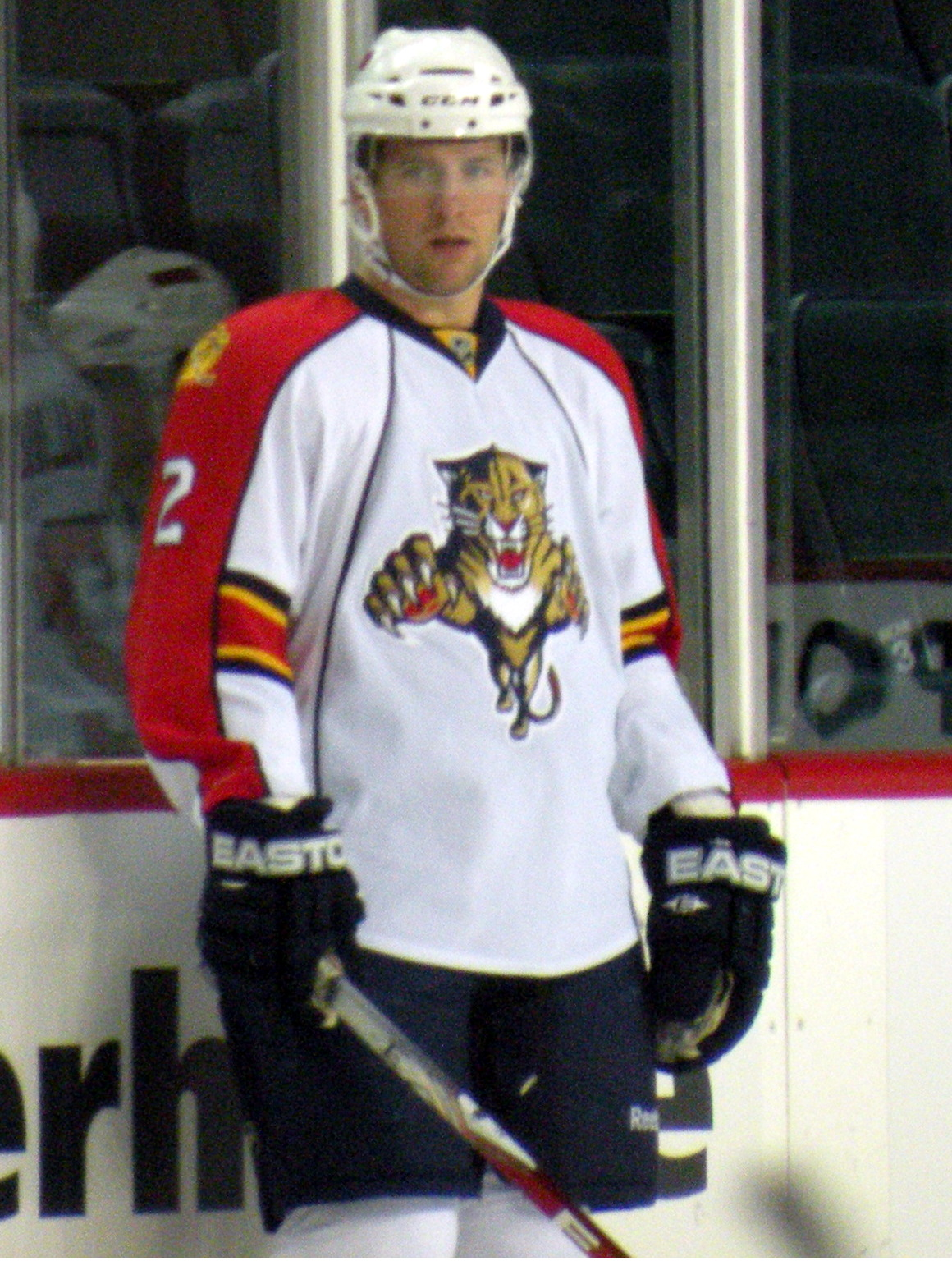
Keith Ballard i Florida Panthers.

Keith Ballard, född 26 november 1982 i Baudette, Minnesota, är en amerikansk före detta professionell ishockeyspelare som tidigare har spelat i NHL med Phoenix Coyotes, Florida Panthers, Vancouver Canucks och senast Minnesota Wild. Han spelade collegehockey för Minnesota Golden Gophers i Western Collegiate Hockey Association (WCHA) i tre säsonger. Efter hans första år draftades han i första rundan som 11:e spelare totalt av Buffalo Sabres 2002.
Den 30 november 2009 träffade Ballard lagkamraten Tomáš Vokoun i huvudet med sin klubba efter att denne släppt in ett mål. Slaget tog hårt mot Vokouns huvud vilket gjorde att han fick föras till sjukhus.
Den 4 juli 2013 valde Vancouver Canucks att köpa ut Ballard från sitt kontrakt till en kostnad av $5,600,000, som kommer betalas ut över de kommande fyra åren.